# Fort Providence
Fort Providence (en slave: Zhahti Koe) és un llogaret que es troba a la regió South Slave Region dels Territoris del Nord-oest, Canadà. Està situat a l'oest del Gran Llac de l'Esclau i està connectat durant tot l'any per carretera amb la capital, Yellowknife, des que el 30 de novembre de 2012 es va inaugurar el pont de Deh Cho sobre el riu Mackenzie, en substitució d'un pont de gel i un ferry.
Segons el cens de població de 2006 Fort Providence tenia 727 habitants, la majoria dels quals de l'ètnia dene.
Entre juliol de 1820 i desembre de 1821 els homes de John Franklin van visitar la població i les terres properes en el curs de l'Expedició Coppermine.

## Clima
Fort Providence té un clima subàrtic (KöppenDfc), amb hiverns secs, molt llargs i freds i estius curts, càlids i humits.